# منجاق‌تپه ۲
منجاق تپه ۲ مربوط به عصر مس - مفرغ است و در شهرستان جاجرم، بخش مرکزی، دهستان گلستان، ۱ کیلومتری شرق روستای رباط قره بیل واقع شده و این اثر در تاریخ ۷ اسفند ۱۳۸۶ با شمارهٔ ثبت ۲۱۳۰۳ به‌عنوان یکی از آثار ملی ایران به ثبت رسیده است.